# Fontainebleau (fromage)
Pour les articles homonymes, voir Fontainebleau (homonymie).
Le fontainebleau est une spécialité fromagère originaire de la ville de Fontainebleau dont la recette n'est pas déposée et peut donc varier. Elle peut donc être exclusivement à base de crème fraîche ou base de fromage blanc frais de lait de vache et de crème fouettée. 
D'une teneur en matières grasses de 60 %, sa durée de conservation est limitée à deux jours pour la version fraîche uniquement à base de crème. Le fontainebleau se présente sous la forme d'un fromage crémeux surmonté d'une mousse blanche et aérée d'environ dix centimètres de diamètre. Il est généralement contenu dans un petit récipient rond. La partie supérieure est maintenue par une mousseline.

## Origine
Cette spécialité remonterait au XVIIIe siècle dans l'ancien dépôt de lait d'un crémier de la rue Grande, à Fontainebleau. Le nom de l'inventeur est ignoré. De même, on ne sait pas si la préparation à l'origine comprenait ou pas de la crème chantilly, qui était alors à la mode, ou si elle comprenait comme cela se faisait dans l'Anjou, des blancs d'œufs afin d'alléger l'ensemble.
Vers la fin du XIXe siècle, l'invention de la technique du foisonnement permit d'insuffler de l'air dans la préparation refroidie, remplaçant ces anciennes techniques et créant une impression de légèreté lors de la dégustation.

## Préparation par la famille Barthelémy
La technique de fabrication de la famille Barthelémy à Fontainebleau, uniquement à base de crème, est gardée secrète : « Nous la transmettons à chaque passage de témoin. Tout ce que je peux vous dire, c’est qu’il s’agit d’un mélange de crèmes, sans ajout de lait ni de fromage, que l’on fait monter comme une mousse », la difficulté consistant à s’arrêter de battre la crème avant qu'elle ne devienne du beurre. Le fragile assemblage de crème et de bulles d’air, sans autre ingrédient est protégé par une fine mousseline avant sa vente.

## Autres préparations
Comme d'autres, la maison Androuet utilise elle « 50 % de fromage blanc égoutté durant trente heures, puis lissé, et 50 % de crème fouettée. Les artisans utilisent le plus souvent une crème fleurette crue insufflée d’air froid (augmentant son volume par quatre ou six) et l’incorporent, ensuite, délicatement à l’aide d’une machine, à un caillé égoutté et lissé, jusqu’à l’obtention d’un mélange semi-ferme. »
Deux mesures de fromage frais (fromage blanc, faisselle, caillé, etc.) pour une de crème sont battus fermement. L'ensemble est alors sucré ou non, et peut être accompagné de fruits[réf. souhaitée]. Il est recommandé généralement de consommer cette préparation au plus tôt.  
Des préparations industrielles sont lancées dans les années 2010. 
Elle peut s'accompagner d'un vin doux naturel, d'un vin moelleux ou de champagne[réf. souhaitée].